# 流紋環蛺蝶
流紋環蛺蝶（學名：Neptis noyala），又名池田三線蝶、瑙環蛺蝶、文田三線蝶、圓翅三線蝶、暈環蛺蝶。

## 描述
本種為中型蛺蝶，雌雄二型性不明顯。體背黑褐色，略帶金屬光澤，腹側白色。
雄蝶頭黑褐，觸角末端略膨、頂端裸露。口器褐色，下唇鬚白色、背面黑褐。胸背褐色、腹白，足白、末端泛褐；前足跗節癒合呈針狀並有毛。腹背褐色，腹面白色。
前翅長31-34 mm，近三角形，翅頂鈍，前緣近直線，外緣略凸；後翅扇形或近橢圓，外緣略呈鋸齒狀。翅背底色黑褐，具黃白或乳白色斑紋與條帶：
前翅中室有白條延伸至M2室，末端呈眉形並被黃灰色線截斷；斑列分為兩區：亞翅頂及後側；M2室具眉狀斑，中央斑列呈弧形排列，外側有模糊灰白細線。
後翅具三條橫帶：內側明顯、乳白色且筆直，外側較細呈灰白色彎曲帶，亞外緣為模糊灰色彎帶，外側另有一條淡灰黃線。
翅腹面底色為橙赭或黃褐色，白紋與背面相對應，周圍常鑲褐紋。後翅外側白帶明顯，部分線條轉為灰或灰白色。前翅腹面中室對應處有一褐色牙形斑。
雄蝶後翅背面前緣具灰色特化鱗構成之性標（不明顯）。緣毛黑白相間。雌蝶外型與雄蝶相似，無性標，前足跗節分節、有爪、無毛。

## 分佈
分布於華西、華東、海南及臺灣；臺灣僅見於本島中海拔山區。

## 棲地
主要棲息於常綠闊葉林，活動於林緣與樹冠層。一年一代，成蝶出現於春夏季，會吸食腐敗物與水分；幼蟲以殼斗科的栲、長尾栲、烏來柯、赤皮青岡等植物葉片為食。
本種數量稀少，是臺灣環蛺蝶屬中最難觀察的種類，偏好陰暗森林環境。